# Villers-devant-Mouzon
Pour les articles homonymes, voir Villers.
Villers-devant-Mouzon est une commune française, située dans le département des Ardennes en région Grand Est.

## Géographie
| Remilly-Aillicourt |                       | Mairy commune déléguée de Dizon |
| Haraucourt         | Villers-devant-Mouzon | Amblimont                       |
|                    | Autrecourt-et-Pourron | Mouzon                          |

- La vieille Meuse.
- Le canal de la Meuse sur lequel on peut admirer les bateaux de plaisance en saison estivale.
- Le plateau de Muret.
- Une forêt communale de 42 hectares.
- Village traversé par la départementale 4.
- Cinq rues :

la rue du Pâquis qui mène à la Meuse ;
la rue de la Bitche qui mène à la forêt ;
la ruelle Bourgerie qui mène au cimetière ;
la Grand'rue dans laquelle on trouve la mairie ;
la rue de Corbion à Autry qui est aussi la départementale.

### Hydrographie
La commune est dans le bassin versant de la Meuse au sein du bassin Rhin-Meuse. Elle est drainée par la Meuse, le canal de l'Est Branche-Nord, le ruisseau de Brouhan et le ruisseau des Trois Fontaines,.
La Meuse, d'une longueur de 486 km, est un fleuve européen qui prend sa source en France, dans la commune du Châtelet-sur-Meuse, à 409 mètres d'altitude, et se jette dans la mer du Nord après un cours long d'approximativement 950 kilomètres traversant la France, la Belgique et les Pays-Bas. Elle s'écoule du sud vers le nord et longe la commune  sur son flanc est, constituant une limite séparative avec la commune de Mouzon.
Le canal de l'Est Branche-Nord, d'une longueur de 141 km, est un chenal et un cours d'eau naturel navigable qui relie Givet à Troussey, où il rejoint le canal de la Marne au Rhin. Il se superpose, dans la commune, à la Meusesur une longueur d'environ 0,6 km.

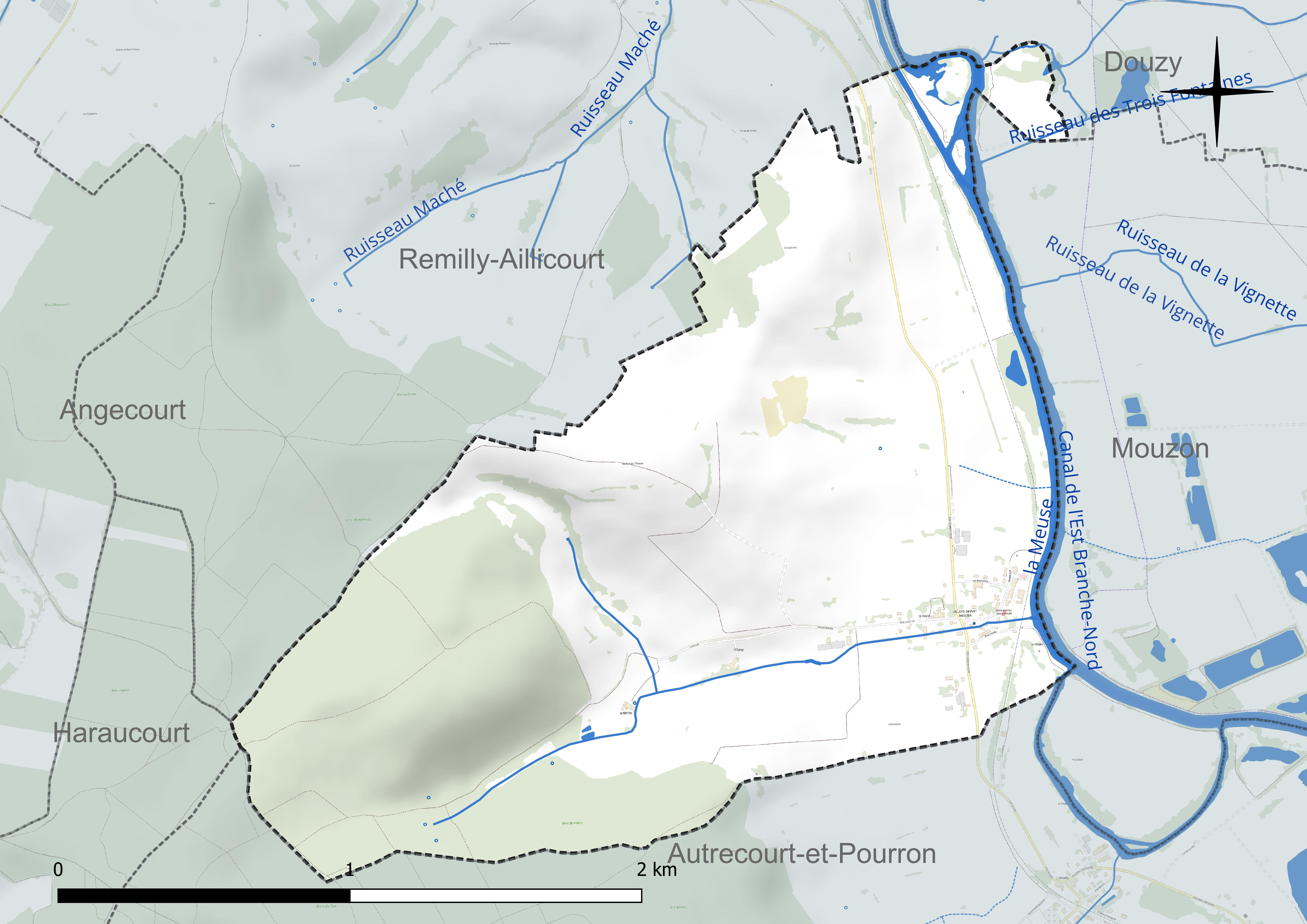
Réseau hydrographique de Villers-devant-Mouzon.

### Climat
Pour des articles plus généraux, voir Climat du Grand Est et Climat des Ardennes.
En 2010, le climat de la commune est de type climat de montagne, selon une étude du Centre national de la recherche scientifique s'appuyant sur une série de données couvrant la période 1971-2000. En 2020, Météo-France publie une typologie des climats de la France métropolitaine dans laquelle la commune est exposée à un climat océanique altéré et est dans la région climatique  Lorraine, plateau de Langres, Morvan, caractérisée par un hiver rude (1,5 °C), des vents modérés et des brouillards fréquents en automne et hiver. 
Pour la période 1971-2000, la température annuelle moyenne est de 10,1 °C, avec une amplitude thermique annuelle de 16,1 °C. Le cumul annuel moyen de précipitations est de 924 mm, avec 13,6 jours de précipitations en janvier et 9,5 jours en juillet. Pour la période 1991-2020, la température moyenne annuelle observée sur la station météorologique de Météo-France la plus proche, « Douzy », sur la commune de Douzy à 5 km à vol d'oiseau, est de 10,5 °C et le cumul annuel moyen de précipitations est de 857,0 mm. 
La température maximale relevée sur cette station est de 40,3 °C, atteinte le 25 juillet 2019 ; la température minimale est de −14,8 °C, atteinte le 3 janvier 2004,,. 
Les paramètres climatiques de la commune ont été estimés pour le milieu du siècle (2041-2070) selon différents scénarios d'émission de gaz à effet de serre à partir des nouvelles projections climatiques de référence DRIAS-2020. Ils sont consultables sur un site dédié publié par Météo-France en novembre 2022.

## Urbanisme

### Typologie
Au 1er janvier 2024, Villers-devant-Mouzon est catégorisée commune rurale à habitat dispersé, selon la nouvelle grille communale de densité à 7 niveaux définie par l'Insee en 2022.
Elle est située hors unité urbaine. Par ailleurs la commune fait partie de l'aire d'attraction de Sedan, dont elle est une commune de la couronne,. Cette aire, qui regroupe 31 communes, est catégorisée dans les aires de moins de 50 000 habitants,.

### Occupation des sols
L'occupation des sols de la commune, telle qu'elle ressort de la base de données européenne d’occupation biophysique des sols Corine Land Cover (CLC), est marquée par l'importance des territoires agricoles (70,8 % en 2018), une proportion sensiblement équivalente à celle de 1990 (71,4 %). La répartition détaillée en 2018 est la suivante : 
prairies (43,7 %), forêts (28,4 %), zones agricoles hétérogènes (14,2 %), terres arables (12,8 %), eaux continentales (0,8 %). L'évolution de l’occupation des sols de la commune et de ses infrastructures peut être observée sur les différentes représentations cartographiques du territoire : la carte de Cassini (XVIIIe siècle), la carte d'état-major (1820-1866) et les cartes ou photos aériennes de l'IGN pour la période actuelle (1950 à aujourd'hui).

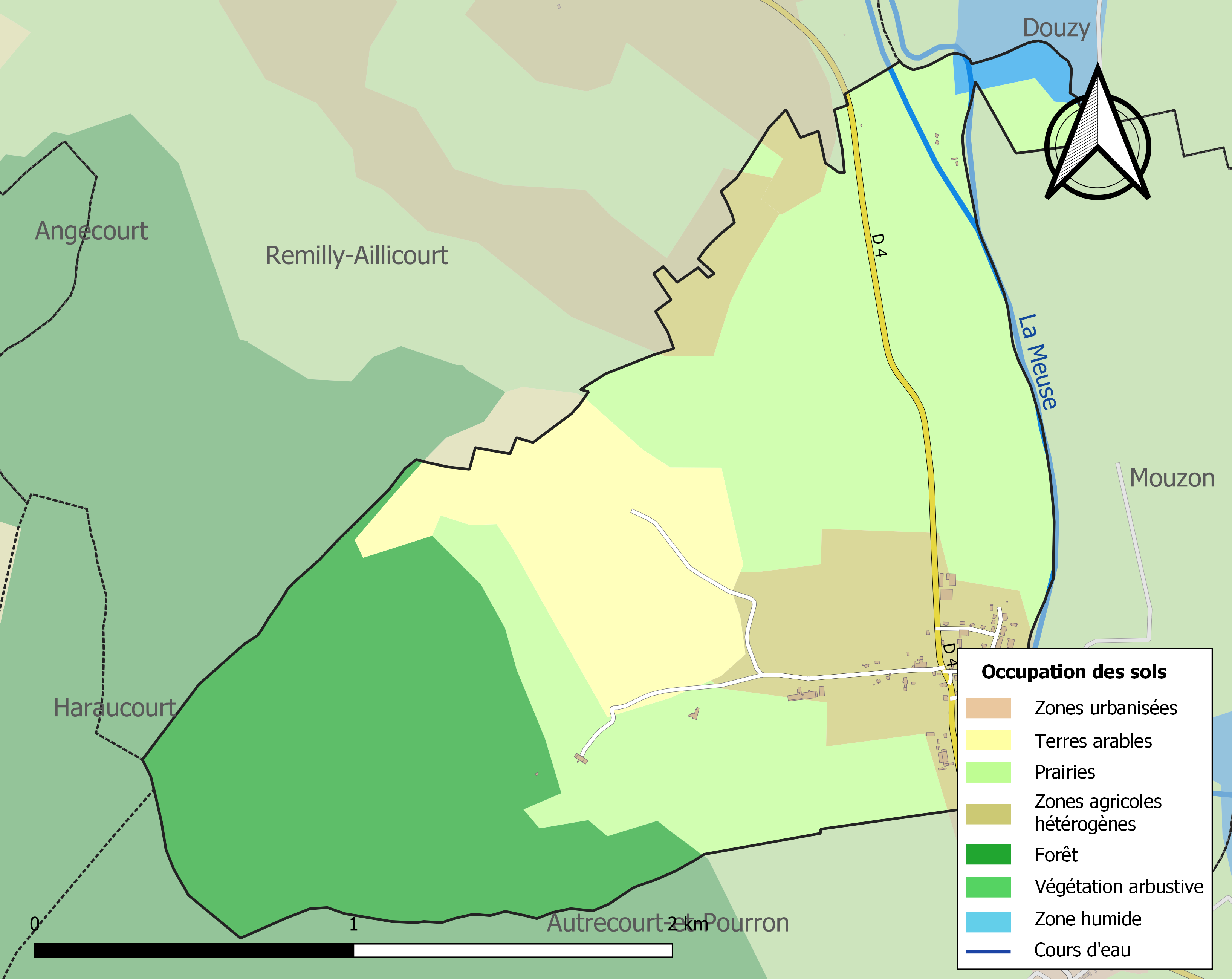
Carte des infrastructures et de l'occupation des sols de la commune en 2018 (CLC).

## Toponymie
Villers est un appellatif toponymique français et un patronyme qui procède généralement du gallo-roman villare, dérivé lui-même du gallo-roman villa « grand domaine rural », issu du latin villa rustica. Il est apparenté aux types toponymiques Villars, Viller, Villiers, Weiler et Willer.
Villers est au nord-ouest, « devant Mouzon », séparées par la Meuse.

## Politique et administration
| Période                                  | Période   | Identité                                        | Étiquette | Qualité |
| ---------------------------------------- | --------- | ----------------------------------------------- | --------- | ------- |
| 1879                                     |           | Bourgerie                                       |           | Maire   |
| avant 1995                               | ?         | Gérard Fritsch                                  |           |         |
| mars 2001                                | mars 2008 | Michel Cunin                                    |           |         |
| mars 2008                                | En cours  | Ludovic Beaurain Réélu pour le mandat 2020-2026 | UDI       |         |
| Les données manquantes sont à compléter. |           |                                                 |           |         |

## Démographie
L'évolution du nombre d'habitants est connue à travers les recensements de la population effectués dans la commune depuis 1793. Pour les communes de moins de 10 000 habitants, une enquête de recensement portant sur toute la population est réalisée tous les cinq ans, les populations de référence des années intermédiaires étant quant à elles estimées par interpolation ou extrapolation. Pour la commune, le premier recensement exhaustif entrant dans le cadre du nouveau dispositif a été réalisé en 2007.

En 2022, la commune comptait 104 habitants, en évolution de +6,12 % par rapport à 2016 (Ardennes : −2,97 %, France hors Mayotte : +2,11 %).
| 1793 | 1800 | 1806 | 1821 | 1831 | 1836 | 1841 | 1846 | 1851 |
| ---- | ---- | ---- | ---- | ---- | ---- | ---- | ---- | ---- |
| 161  | 164  | 176  | 211  | 266  | 252  | 240  | 222  | 186  |

| 1866 | 1872 | 1876 | 1881 | 1886 | 1891 | 1896 | 1901 | 1906 |
| ---- | ---- | ---- | ---- | ---- | ---- | ---- | ---- | ---- |
| 224  | 204  | 190  | 161  | 161  | 129  | 138  | 140  | 142  |

| 1911 | 1921 | 1926 | 1931 | 1936 | 1946 | 1954 | 1962 | 1968 |
| ---- | ---- | ---- | ---- | ---- | ---- | ---- | ---- | ---- |
| 141  | 86   | 105  | 98   | 105  | 100  | 117  | 107  | 93   |

| 1975 | 1982 | 1990 | 1999 | 2006 | 2007 | 2012 | 2017 | 2022 |
| ---- | ---- | ---- | ---- | ---- | ---- | ---- | ---- | ---- |
| 69   | 82   | 130  | 116  | 113  | 113  | 93   | 101  | 104  |

## Lieux et monuments
- Un lavoir unique en son genre édifié d'après les besoins de la châtelaine. D'un côté on y lavait le linge debout et de l'autre côté, à genoux.
- Église Saint-Pierre de Villers-devant-Mouzon.

## Héraldique
| Blason de Villers-devant-Mouzon | Blason  | De gueules à l'éperon d'or posé en fasce, la molettes à senestre, au chef bastillé de six merlons, cousu de sinople, chargé à dextre d'une étoile de six rais d'argent, à la champagne ondée du même chargée à senestre d'une molette d'éperon aussi de sinople. |
| Blason de Villers-devant-Mouzon | Détails | Le statut officiel du blason reste à déterminer. |